# Luc De Meulenaere
Vous pouvez aider à l'améliorer ou bien discuter des problèmes sur sa page de discussion.
- Il ne s’appuie pas, ou pas assez, sur des sources secondaires ou tertiaires. (Marqué depuis août 2014)
- Sa forme n’est pas encyclopédique et ressemble trop à un curriculum vitæ. Modifiez le texte pour aider à le transformer en article neutre. (Marqué depuis septembre 2016)

- Archive Wikiwix
- Bing
- Cairn
- DuckDuckGo
- E. Universalis
- Gallica
- Google
- G. Books
- G. News
- G. Scholar
- Persée
- Qwant
- (zh) Baidu
- (ru) Yandex
- (wd) trouver des œuvres sur Wikidata

Luc de Meulenaere est un ténor belge.

## Biographie
À l’issue de sa formation au Conservatoire royal de Bruxelles, dans la classe de Nicole Welbes, il obtient son diplôme supérieur auprès de Louis Devos et se perfectionne auprès de Malcolm King et Elena Nentwig.
Sous la direction de Louis Devos, il chante les rôles de haute-contre pour divers enregistrements pour la maison de disques Erato, notamment : la Missa Solemnis de Joseph-Hector Fiocco, Les Leçons des Ténèbres de Marc-Antoine Charpentier et La Nativité de Heinrich Schütz; puis sous la direction de Patrick Peire, il enregistre Kapelmeesters in Brussel de Joseph-Hector Fiocco, H.-P. Brehy, C.-J. Van Helmont.
Entre 1984 à 1986, il rejoint régulièrement La Chapelle Royale sous la direction de Philippe Herreweghe.
En 1984, il débute au Théâtre royal de La Monnaie en qualité d’« artiste des chœurs » et collabore
aux productions suivantes : Thamos, König in Ägypten, L'incoronazione di Poppea, Die Zauberflöte (ainsi que lors de la Mozartwoche à Salzbourg en 1991), Le nozze di Figaro, L'histoire du soldat, Un ballo in maschera, Totenhaus, Peter Grimes, Boris Godounov, Death in Venice. Il interprète également divers rôles pour des créations mondiales telles que Wintermärchen de Philippe Boesmans, Ballata de Luca Francesconi et Œdipe sur la route de Pierre Bartholomée.
Sous la direction de Dirk De Moor, de 1976 à 1999 il assura le poste de premier ténor au sein de l’ensemble vocal masculin Le Petit Orgue et dès 1983, il rejoint en qualité d’haute-contre le quintet vocal The Malufi Singers avec lequel il aborde tout le répertoire de chambre vocal (renaissance, classique, romantique, jazz et Close Harmony).
Depuis lors, il s’est produit tant en Belgique qu'à l'étranger sous la direction de chefs tels que Sylvain Cambreling, Michel Corboz, Philippe Herreweghe, John Elliot Gardiner, Antonio Pappano, Kazushi Ōno et est invité régulièrement aux Festivals des Flandres, de Wallonie, d'Aix-en-Provence, de Salzbourg et chaque année au Festival de Bayreuth de 1993 à 2004.
De 1993 à 2006, il a collaboré à plusieurs productions au StaatsOper de Berlin, Oper Frankfurt, Le Licéu de Barcelone, Den Norske Opera à Oslo, Théâtre du Capitole de Toulouse, l’Opéra des Flandres et à l’Opéra du Rhin à Strasbourg.
Il est également très actif en concerts (lied, oratorio et musique sacrée) et est souvent sollicité et remarqué pour son interprétation du Cygne dans Carmina Burana de Carl Orff.
Il collabore également depuis de nombreuses années avec les artistes multimedias Chris Christoffels et José Roland, ainsi qu'avec le studio « Think n Talk ». Il enregistra en 2002 la Missa Brevis pour ces mêmes artistes.

## Discographie
- Pierre Bartholomée, Œdipe sur la route - José van Dam, Valentina Valente, Jean-François Monvoisin, Hanna Schaer, Ruby Philogene, Nabil Suliman, Jean-Guy Devienne, Marc Coulon, Elisa Gäbele, Luc De Meulenaere, Nicolas Bauchau, Paul Gérimon, Florence Fischer, Claudio Graisman ; Orchestre symphonique et chœurs de la Monnaie, dir. Daniele Callegari (2003, Little Tribeca) (OCLC 929128243)
- Marc-Antoine Charpentier, 9 Leçons de Ténèbres H.120, H.121, H.122, H.123, H.124, H.125, H.135, H.136, H.137  - Howard Crook, Luc De Meulenaere, hautes-contre ; Jan Caals, Harry Ruyl, ténors ; Michel Verschaeve, basse taille ; Kurt Widmer, basse ; Musica Polyphonica, dir. Louis Devos (23 avril 1984, Erato NUM 75215) (OCLC 15656400 et 658366803)
- Joseph-Hector Fiocco, Missa solemnis

Soli:
Bernadette Degelin, sprano;
Luc De Meulenaere, haute-contre;
Howard Crook, ténor;
Michel Verschaeve, basse (Roel Dieltiens, viole de gambe ; Philippe Malfait, théorbe ; Jean Ferrard, orgue ; Musica Polyphonica, dir. Louis Devos (Erato NUM 75173) (OCLC 873085151)
- Nicolas Gombert, Motets, Missa « Beati Omnes » - Mikiko Suzuki, Penny Turner, Isabelle Van Aesbrouck (cantus), Luc de Meulenaere, Charlotte Ripperger, Fabienne Vignier (altus), Jacques Antoine, Daniel Beuve-Méry, Joris Bosman, Philippe De Clerck, Laurent Jager, Peter Ratinckx (ténors), Michael Hill, Michel Laine, Philippe Lemaylleux, Fabrice van de Putte (bassus) (mai 1997, Arsonor 005) (Fiche sur medieval.org)
- Heinrich Schütz, Historia der Geburt Jesu Christi - Bernadette Degelin, soprano (l'Ange) ; Kurt Widmer, baryton (Évangéliste) ; Dirk Van Croonenborgh, basse (Hérode) ; Luc De Meulenaere ; Peter Ickx ; Schola Cantorum Bruxelliensis et Musica polyphonica, dir. Louis Devos (1984, Erato) (OCLC 658509203)